# Chipindo
Chipindo ist eine Ortschaft in Angola.

## Verwaltung und Einwohner
Chipindo ist Sitz eines gleichnamigen Kreises (Município) in der Provinz Huíla. Auf einer Fläche von 3898 km² leben hier 70.936 Menschen (Schätzung 2008).
Die Angaben zur Einwohnerzahl sind unterschiedlich. In der Endphase des angolanischen Bürgerkrieges 2002 hatte Chipindo nach Angaben der Ärzte ohne Grenzen 10.000 Einwohner, nachdem 4000 (vorwiegend Kinder) infolge der kriegsbedingten Hungersnot verhungert waren. Andere Quellen berichten, dass 2004 die Bevölkerungszahl Chipindos auf 61.000 anstieg, nachdem etwa 21.000 Binnenvertriebene zurückgekehrt waren. Die für 2014 geplante Volkszählung soll fortan für gesicherte Daten sorgen.
Der Kreis besteht aus zwei Gemeinden (Comunas):
- Bambi
- Chipindo

## Wirtschaft
Bis etwa zum Ausbruch des Angolanischen Bürgerkriegs (1975–2002) wurde in Chipindo Gold abgebaut. 2008 wurde der Abschluss der Untersuchungen angekündigt, nach denen in der Gemeinde Bambi wieder Gold gewonnen wird.
Im Zuge der staatlichen Programme zur Armutsbekämpfung wurden in Chipindo eine Reihe Wiederinstandsetzungen durchgeführt und Neubauten errichtet. Dazu zählen eine städtische Markthalle in der Kreisstadt und Schulen und Lehrerwohnungen in Kreisgemeinden. Auch das Schulspeisungsprogramm wurde ausgeweitet. Der Kreisrat Francisco Ventura gab jedoch als eines der noch vielen Probleme des Kreises an, es gebe hier noch keinen Bankschalter.